# Modelpress
Modelpress (jap. モデルプレス Moderupuresu) – jeden z największych japońskich serwisów internetowych (e-gazet) dla kobiet, poruszający tematy interesujące kobiety. Główną grupą docelową serwisu są kobiety w wieku 18-45 lat. Strona jest wspierana przez trendsetterki, influencerki i inne kobiety, które szczególnie interesują się stylem życia, w tym modą, urodą, zdrowiem, podróżami, jedzeniem, miłością, małżeństwem i macierzyństwem.
Serwis dystrybuuje wiadomości i dostarcza treści informacyjne do różnych głównych krajowych i międzynarodowych portali.

## Historia
Serwis powstał 12 października 2005. W grudniu 2015 roku serwis uruchomił własny kanał tematyczny w Hikari TV, który został zamknięty rok później w listopadzie. W kwietniu 2016 roku serwis osiągnął 140 milionów odsłon miesięcznie.
Od czasu wprowadzenia najnowocześniejszej technologii sztucznej inteligencji firmy Taboola w 2020 roku Modelpress dostarcza spersonalizowanych rekomendacji treści na podstawie zainteresowania czytelników, wspierając filozofię Netnative polegającą na dostarczaniu „inspirujących” momentów. Przyspieszyło to dostarczanie treści i przyczyniło się do zwiększenia zaangażowania użytkowników. Wprowadzenie Taboola zaowocowało również cztero- do pięciokrotnym wzrostem rentowności i poprawą jakości reklam dzięki wysokiej jakości natywnym i markowym reklamom, dzięki czemu strona odniosła sukces zarówno pod względem nakładu, jak i rentowności.
W 2024 roku Modelpress odwiedza około 24 miliony unikalnych użytkowników miesięcznie, co przekłada się na 165 milionów odsłon i 1,3 miliarda wyświetleń w mediach społecznościowych.